# Łosośnica (dopływ Uklei)
Łosośnica – struga w północno-zachodniej Polsce, w woj. zachodniopomorskim, w gminie Radowo Małe; prawobrzeżny dopływ rzeki Uklei.
Łosośnica ma swój początek od małego zbiornika wodnego na północny zachód od wsi Bieniczki, na południe od wysypiska śmieci w Słajsinie, skąd płynie przez kolejne małe zbiorniki na północ. Następnie przepływa przez obszar pomiędzy Słajsinem a osadą Radzim. Dalej na północ płynie przy zachodniej części wsi Łosośnica i w kierunku północnym. Uchodzi do Uklei od lewego brzegu na wschód od wsi Siwkowice.
Polską nazwę Łosośnica wprowadzono w 1948 roku, zastępując poprzednią niemiecką nazwę strugi – Lasbeck.